# Batllisme Obert
El Batllisme Obert (en castellà i oficialment Batllismo Abierto) és el nom d'una agrupació política del Partit Colorado de l'Uruguai sorgida el 2003 i liderada per l'exdiputat i ex vicecanceller Ope Pasquet. Altres figures del sector van ser l'excomptador general de l'Uruguai, Isaac Umansky, l'exdiputat Daniel Lamas i l'expresident de la Junta Departamental de Montevideo, Aníbal Gloodtdofsky.
Segons els seus fundadors, el seu objectiu va ser reconstruir el Partit Colorado i la seva missió va consistir a recrear l'espai de justícia social i progrés nacional que tradicionalment havien caracteritzat l'accionar polític del partit, i que s'havia vist deteriorat en les últimes dècades.
A la Convenció Nacional del Partit Colorado, celebrada el setembre de 2004, el Batllisme Obert, amb només dos convencionals, va obtenir 33 vots dels seus simpatitzants per a integrar el Comitè Executiu Nacional, amb la qual cosa va assolir un càrrec, que és ocupat per Ope Pasquet.
Aquesta agrupació es va integrar al sector Vamos Uruguay, liderat per Pedro Bordaberry el 26 de juny de 2007.